# Tractebel Energia
Tractebel Energia ist ein börsennotiertes brasilianisches Energieunternehmen, welches mehrheitlich (78 %) vom französischen Konzern Engie gehalten wird. 
Das Unternehmen produziert Elektrizität und ist in Brasilien der größte private Energieversorger. Zum Unternehmen gehören 11 Kraftwerke, von denen 6 Wasserkraftwerke sind. Tractebel Energia ist Bestandteil des brasilianischen Leitindex IBOVESPA.

## Unternehmensgeschichte
Anfangs war der Unternehmensname Gerasul, (Abkürzung für Centrais Geradoras do Sul do Brasil SA). Gerasul wurde 1998 an Tractebel, einer Tochter von Suez, veräußert. Gerasul verfügte über Kraftwerke in den südlichen brasilianischen Bundesstaaten Santa Catarina, Rio Grande do Sul, Paraná und Mato Grosso do Sul. 
Gerasul wechselte 2002 den Unternehmensnamen zu Tractebel Energia.